# Озброєння та військова техніка
«Озброєння та військова техніка» (рос. «Вооружение и военная техника», англ. «Weapons and military equipment») — науково-технічний журнал, що друкує результати наукових досліджень у сфері озброєння та військової техніки.
Журнал видається з 2014 р. Центральним науково-дослідним інститутом озброєння та військової техніки Збройних Сил України, щоквартально, змішаними мовами: українською, англійською та російською.
Включений до переліку наукових фахових видань, в яких можуть публікуватися основні результати дисертаційних робіт з технічних наук (занесений до «Переліку наукових фахових видань України, в яких можуть публікуватися результати дисертаційних робіт на здобуття наукових ступенів доктора і кандидата наук» (технічні та військові науки), затвердженого наказом Міністерства освіти і науки України від 29.12.2014 № 1528 (із змінами від 22.12.2016 № 1604)).
Видання індексується міжнародними бібліометричними та наукометричними базами даних:
- Google Scholar
- Index Copernicus
- DOAJ
- Ulrich's Periodicals Directory
- WorldCat
- Bielefeld Academic Search Engine (BASE)

## Завдання журналу
Журнал призначений для наукових працівників, представників промисловості, викладачів, докторантів, ад'юнктів, аспірантів, а також курсантів та студентів старших курсів відповідних спеціальностей.
Основні завдання журналу:
- публікація наукових статей з питань воєнно-технічної політики Збройних Сил України;
- публікація оригінальних наукових статей, які присвячено проблемам військово-технічної галузі;
- відображення результатів науково-дослідних та дослідно-конструкторських робіт;
- формування наукової складової Збройних Сил України, пропаганда наукових шкіл та основних досягнень військово-технічної науки;
- організація відкритої наукової полеміки, яка забезпечує підвищення якості дисертаційних досліджень, ефективності експертизи наукових робіт;
- проведення на сторінках журналу дискусій з актуальних проблем розвитку озброєння та військової техніки;
- виявлення наукового потенціалу для впровадження передових досягнень науки в розвиток обороноздатності України;
- публікація критичних статей, бібліографічних оглядів та рецензій;
- забезпечення гласності й відкритості у відображенні наукової проблематики дослідницьких колективів.